# Gare de Bléré - La Croix
Gare de Bléré - La Croix vasútállomás Franciaországban, La Croix-en-Touraine településen.

## Vasútvonalak
Az állomást az alábbi vasútvonalak érintik:
- Vierzon–Saint-Pierre-des-Corps-vasútvonal

## Kapcsolódó állomások
A vasútállomáshoz az alábbi állomások vannak a legközelebb:
- Gare de Saint-Martin-le-Beau (Gare de Saint-Pierre-des-Corps)
- Gare de Chenonceaux (Gare de Vierzon-Ville)